# Maria de Jesus Haller
Maria de Jesus Haller, född 1923, död 18 oktober 2006 i Genève, var Angolas första kvinnliga ambassadör med ackreditering för Sverige och Norge. Hon deltog i kampen för Angolas självständighet, var lärare, journalist och författare.

## Biografi
Maria de Jesus far var portugisisk plantageägare och modern en plantagearbeterska som endast var 12 år då Maria föddes. Vid tre års ålder skickades hon till faderns släktingar i Portugal. Hon fick en fin utbildning i en internatskola och återvände till Angola efter tolv år. När hon åter träffade sin mor, sade modern:
| ” | Din far har lärt dig många ting. Men han har inte lärt dig det väsentligaste och det är att detta är vårt land. Gå ut i världen och tala om att detta är vårt land. | „ |

Maria de Jesus började arbeta som lärare i en byskola. Hon tolererade inte den rasism som förekom, till exempel att elever med ljus hy satt främst och mörkhyade elever längre bak. Föräldrar tackade henne med små gåvor och detta formade hennes politiska engagemang. Med sin portugisiska utbildning och engagemang för mänskliga rättigheter kom hon snart i kontakt med intellektuella och politiska aktivister.
År 1952 träffade hon den schweiziske affärsmannen Jean Rodolphe de Haller. Några år senare gifte de sig och 1956 fick de en dotter. De flyttade till Leopoldville i Belgiska Kongo. Där träffade hon angolaner i exil som protesterade mot Portugals förtryck av den svarta befolkningen i Angola. Haller flyttade sedan med familjen till Schweiz. Maria Haller blev därefter kontaktad av MPLA för ett uppdrag som befrielserörelsens representant i Egypten.

## Politiskt engagemang

MPLA:s flagga

Haller påbörjade sitt uppdrag som MPLA:s representant i Kairo i början av 1970-talet, men det var inte lätt för en kvinna att samarbeta med de egyptiska myndigheterna. I hennes uppdrag ingick att presentera MPLA:s veckorapporter i egyptisk radio, men radiochefen vägrade samarbeta med en kvinna. Agostinho Neto besökte Kairo och var missnöjd med att radiosändningarna inte kommit igång. Dagen efter gick Haller till stationsföreståndaren och hotade med att resa med Neto till ett annat land om inte rapporterna skickades ut i etern. Hon fick igenom sin vilja.
Haller blev utsedd till att representera MPLA vid en FN-konferens i Ungern. Vid den tiden hade befrielserörelsen fått observatörsstatus i FN, men utan rätt att tala. Maria Haller ändrade på detta. FN-delegaterna lyssnade och pressen skrev. Situationen i Angola blev känd i världen.

## Ambassadör
Angola blev en självständig nation den 11 november 1975 med Agostinho Neto som landets första president. År 1978 utsågs Haller till Angolas första kvinnliga ambassadör med placering i Stockholm mellan 1978 och 1982.